# Eucamptodon muelleri
Eucamptodon muelleri är en bladmossart som beskrevs av Georg Ernst Ludwig Hampe och C. Müller 1870. Eucamptodon muelleri ingår i släktet Eucamptodon och familjen Dicnemonaceae. Inga underarter finns listade i Catalogue of Life.